# Ліс Какамега (національний заповідник)
Національний заповідник Ліс Какамега — це тропічний ліс, розташований в округах Какамега та Нанді в Кенії, на північний захід від столиці Найробі та поблизу кордону з Угандою. Це єдиний тропічний ліс Кенії, який вважається останнім залишком стародавнього Гвінейсько-Конголезького лісу, який колись простягався через континент від Гвінейської затоки до Індійського океану. Площа заповідника 238 км².

## Географія
Ліс знаходиться у горбистій місцевості, здебільшого на висоті від 1500 до 1600 метрів. Він розташований на вододілі річок Ісіуху та Яла, які беруть початок на схилі Нанді на сході та течуть на захід через ліс перед впаданням в озеро Вікторія.

Какамега, отримав статус національного лісового заповідника в 1985 році. На північ від заповіднику знаходиться лісовий заповідник Кісере. По всьому лісу є низка трав’янистих галявин. Походження галявин невідоме. Деякі, безумовно, є результатами нещодавніх вирубок лісу, але походження інших невідоме. Вони могли виникнути внаслідок минулої людської діяльності, такої як випас худоби, або можуть бути результатом пересування великих ссавців, таких як буйволи та слони (обидва зараз винищені в регіоні). Галявини дуже різноманітні за структурою, деякі з них вкриті травою, а інші мають значну кількість дерев або кущів. 

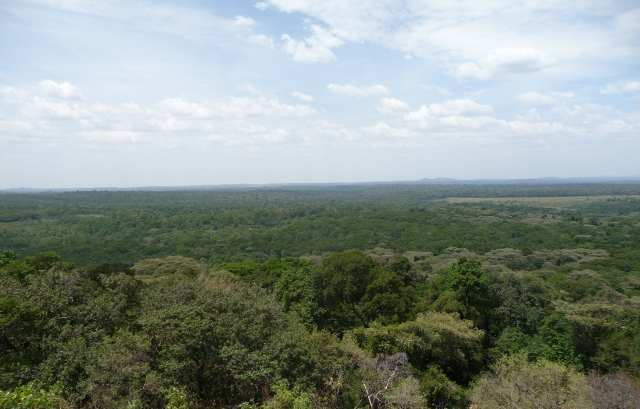
Вид на ліс Какамега.

Ліс Какамега дуже вологий, із середнім показником 1200 мм – 1700 мм опадів на рік. Найсильніші опади випадають у квітні та травні («тривалі дощі»), дещо сухий червень і другий пік дощів приблизно в серпні-вересні («короткі дощі»). Січень і лютий - найсухіші місяці. Температура досить постійна протягом року, коливаючись від 20°C до 30°C. 

## Біорізноманіття

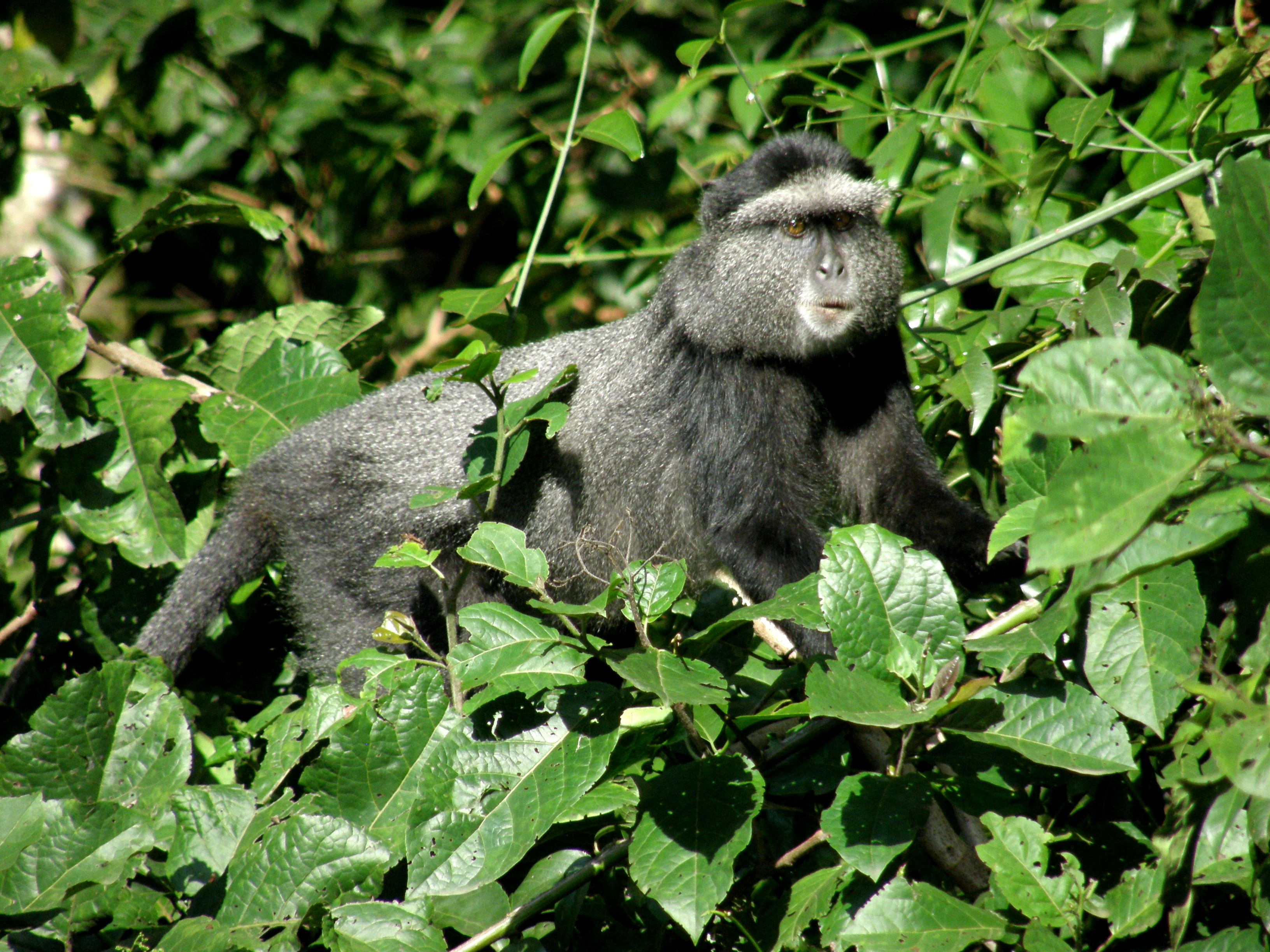
Блакитна мавпа лазить по дереву в тропічному лісі Какамега.

Ліс лежить у мозаїчному екорегіоні лісосавани басейну озера Вікторії. Флора і фауна лісу включає багато видів, пов’язаних із вологими лісами Гвінейсько-Конголезького регіону, які лежать далі на захід у басейні річки Конго.
Флора парку включає: тик Елгона, червоне дерево, біле дерево, кілька різновидів кротону. Загалом зареєстровано 380 видів рослин: 60 видів папоротей, 150 видів дерев і кущів, 170 видів квіткових рослин, у тому числі 60 видів орхідей, з яких 9 видів зустрічаються лише в цьому лісі.
Ліс славиться своїми птахами. У лісі було зареєстровано 367   видів птахів, таких як західноафриканський великий блакитний турако та чорно-білий птах носоріг. Принаймні 9 місцевих  птахів більше ніде не зустрічаються.
Ссавці, які зустрічаються в парку, включають кущових свиней, дуїкерів, бушбаків, африканських безкігтевих видр, мангустів, гігантських африканських землерийок, білок, панголінів, дикобразів, кажанів і різноманітних приматів, включаючи блакитну мавпу, червонохвосту мавпу, мавпу Де Бразза, павіана, потто, верветку та чорно-білого колобуса. Час від часу повідомляють про леопардів, але востаннє офіційне спостереження було зафіксоване в 1991 році .
У лісі нараховується 36 видів змій.
Комах багато, і деякі з них досить вражаючі, як-от жуки-голіафи, рожеві та зелені квіткові богомоли та численні різнокольорові метелики (489 видів). Особливо добре представлені групи мурах (Formicidae), лускокрилих, прямокрилих і жуків. Також поширені черевоногі молюски, багатоніжки та павуки.
В цілому флора і фауна лісу Какамега не були широко вивчені.

## Охорона

Національний лісовий заповідник Ліс Какамега був створений у 1933 році. Статус національного заповідника Какамега був присвоєний у 1985 році. 
Багато місцевих жителів покладаються на ліс як джерело важливих ресурсів, таких як дрова, будівельні матеріали та традиційні ліки. На деяких галявинах відбувається випас худоби. Вважається, що цей регіон є однією з найбільш густонаселених сільських територій у світі, і тиск на лісові ресурси є значним. Проект BIOTA East, який фінансується Німеччиною, працював у лісі з 2001 по 2010 рік, проводячи перепис форм життя та прагнучи знайти стратегії для сталого використання лісу.

## Туризм
Південна частина лісу Какамега, лісова станція Ісечено, якою керує лісова служба Кенії, є найбільш доступною для туризму.  
У лісі є пішохідні стежки, які дають змогу прогулятися лісом, спостерігати за приматами, птахами та метеликами, гуляти селом. Екскурсоводи по тропічному лісу Какамега (KRFTG) можуть організувати екскурсії, щоб відвідати плакучий камінь в Ілесі або ліс Кісере, щоб побачити мавпу де-браза на півночі Какамеги. Спостерігати за птахами найкраще, вранці з 6:30 до 8:30  або увечорі з 4:30 до 6:30.